# 今日巴基斯坦
《今日巴基斯坦》（英語：Pakistan Today）是巴基斯坦一份英文新闻日报，由纳瓦媒体公司出版，主要面向巴基斯坦三个地区出版，包括旁遮普邦拉合尔、信德省卡拉奇和伊斯兰堡首都区伊斯兰堡。
《今日巴基斯坦》由报纸编辑、出版者和资深记者阿里夫·尼扎米2010年创办，总部位于拉合尔，阿里夫·尼扎米2008年创办了纳瓦媒体公司，《今日巴基斯坦》是公司旗下一员。《今日巴基斯坦》是首份巴基斯坦柏林版式报纸。